# Sjostedtiella plicata
Sjostedtiella plicata är en stekelart som beskrevs av Morley 1914. Sjostedtiella plicata ingår i släktet Sjostedtiella och familjen brokparasitsteklar. Inga underarter finns listade i Catalogue of Life.